# Distrito de Takaoka
El distrito de Takaoka (高岡郡 Takaoka-gun?) es un distrito localizado en la prefectura de Kōchi, Japón. En junio de 2019 tenía una población estimada de 53 765 habitantes y una densidad de población de 35,2 personas por km². Su área total es de 1527,4 km².

## Localidades
- Hidaka
- Nakatosa
- Ochi
- Sakawa
- Shimanto
- Tsuno
- Yusuhara